# Akhüyük
Der Akhüyük (weißer Hügel) ist ein geothermaler Travertinrücken-Komplex im Bereich des Dorfes Akhüyük im südlichen Zentralanatolien im Landkreis Ereğli (Provinz Konya, Türkei).

## Zur Lage
Der Akhüyük liegt im nördlichen Teil des Landkreises Ereğli südöstlich von Konya, zwischen 34°03′27″ und 34°04′03″ östlicher Länge und 37°35′51″ und 37°36′09″ nördlicher Breite und damit im Ereğli-Bor-Becken, einem Teil der großen inneranatolischen Senkenzone der Konya-Ereğli Ovası. Die entsprechenden mit dem Travertinrücken-Komplex verbundenen und durch ihren hohen Lithiumgehalt sowie anderweitige reiche Mineralisation bemerkenswerten Thermalquellen (Türkisch: Akhüyük Kükürltü Menbaı/Akhüyük Schwefelquelle) der Ortschaft Akhüyük, deren Wässer für die Bildung der Travertine dort verantwortlich sind, liegt ca. 7,5 km nordnordwestlich der Stadt Ereğli (auch Konya Ereğlisi) und etwa 6 km von der Bahnstation Bulgurluk der Eisenbahnstrecke von Adana nach Konya in einer weiten Alluvialebene, die zum Teil von dem versumpften See Akgöl eingenommen wird. Dieser See gilt als ein Relikt des großen eiszeitlichen Konya-Sees, der 1938 von Herbert Louis genauer beschrieben wurde.
Die Akhüyük-Travertinmasse hat eine Länge von etwa 2 km und eine Breite von 360 m beim und im Dorf Akhüyük in einem völlig flachen Gebiet, das früher als Akgöl (weißer See) bekannt war und heute aufgrund der klimatischen Dürre aus Wassermangel den Charakter einer Ebene hat. Sie verläuft parallel zur Tuzgölü-Verwerfungszone und wird im Süden durch die Niğde-Verwerfungszone begrenzt. Die Flachlandschaft stößt im Süden an bedeutende Erhebungen, wie die Bolkar Dağları (Kırkpınar Dağı 3240 m, Aydos Dağı 3488 m, Medetsiz Tepe 3588 m) des östlichen mittleren Taurusgebirges und erstreckt sich im Norden bis zum zentralanatolischen Vulkankomplex. Sie grenzt seitlich an den Karacadağ (1960 m), dessen Entstehung im Neogen-Quartär erfolgte, sowie an den Hasan Dağı (3253 m) und Melendiz Dağı (2935 m), deren Vulkanismus sich im oberen Miozän-Pliozän auf großen tektonischen Linien entwickelte und die Erhebungen in der Ebene formte. Der wichtigste Fluss der Region ist der İvriz Çayı, dessen Wasser karstigen Ursprungs ist, in den Bolkar Dağları entspringt und am Ivriz-Damm endet.

## Forschungsgeschichte
Die Thermalquellen von Akhüyük wurden zum ersten Male 1842 von William John Hamilton beschrieben. Seit dem frühen 20. Jahrhundert gab es zahlreiche Forscher, die sich allerdings eher mit der grundsätzlichen wissenschaftlichen Aufarbeitung von Fragen zur großräumigen Geologie und Tektonik des Umfeldes und des Untergrundes der Regionen Ereğlis, Ulukışlas und Çamardıs befassten, als mit der detaillierten Klärung des durchaus auffälligen Natur-Phänomens der dortigen Travertinbildung. Dazu zählten nicht nur türkische Wissenschaftler, wie Ahmet Can Okay (1955), İhsan Ketin und İbrahim Akarsu (1965), Faruk Çalapkulu (1980), Fazlı Yılmaz Oktay (1982), Erdoğan Demirtaslı, Necati Turan und Ali Z. Bilgin (1986), Ahmet Ayhan, Mustafa Sevin und E. Altun sowie Ahmet Aziz Dellaloğlu und Recep Aksu (alle ebenfalls 1986) und 1990 Süleyman Pampal und Engin Meriç, 2004 dann Nurettin Sonel und Ahmet Sarı sowie – in Masterarbeiten – Ali İshan Dursun (2006), A. Ergen (2007) und T. E.Özdoğan (2008), sondern auch Europäer, wie der Schweizer Moritz M. Blumenthal (bereits 1956), der österreichische Geologe Franz Boroviczeny (1962) und 2005 die Briten Matthew Clark und Alastair Robertson.
Ernest Chaput vermerkte zumindest die Akhüyük-Quelle bereits 1936 auf seiner Karte des Konya- und Akgöl-Beckens. Lediglich der deutsche Geologe Hubert Kleinsorge hatte sich schon 1939 in einer Studie mit den Akhüyük-Travertinen befasst und wertete ihre Entstehung als tektonische Widerspiegelung der 12–15 km von den Travertinen entfernt liegenden jungen vulkanischen Aktivitäten von Meke Dağı und Karacadağ. Erst Mitte der 1970er Jahre kartierte der türkische Geograph Ali Selçuk Biricik die Travertine von Akhüyük und führte eine chemische Analyse des aus den Travertinen austretenden Wassers durch. Er stellte fest, dass die Travertinbildung noch immer andauerte und dass dabei, wenn man die Travertinvorkommen, die große Ausmaße erreicht hatten, im Becken als Ganzes betrachtete, junge tektonische Bewegungen vor allem im Pliozän nach dem Oligozän wirksam gewesen waren. Mit dem Wechsel ins 21. Jahrhundert erwachte mit der wachsenden Nachfrage nach Energie in der Türkei das Interesse auch an den geothermalen Potentialen im eigenen Land, so auch an den Thermalquellen von Akhüyük.

## Das geologische Umfeld

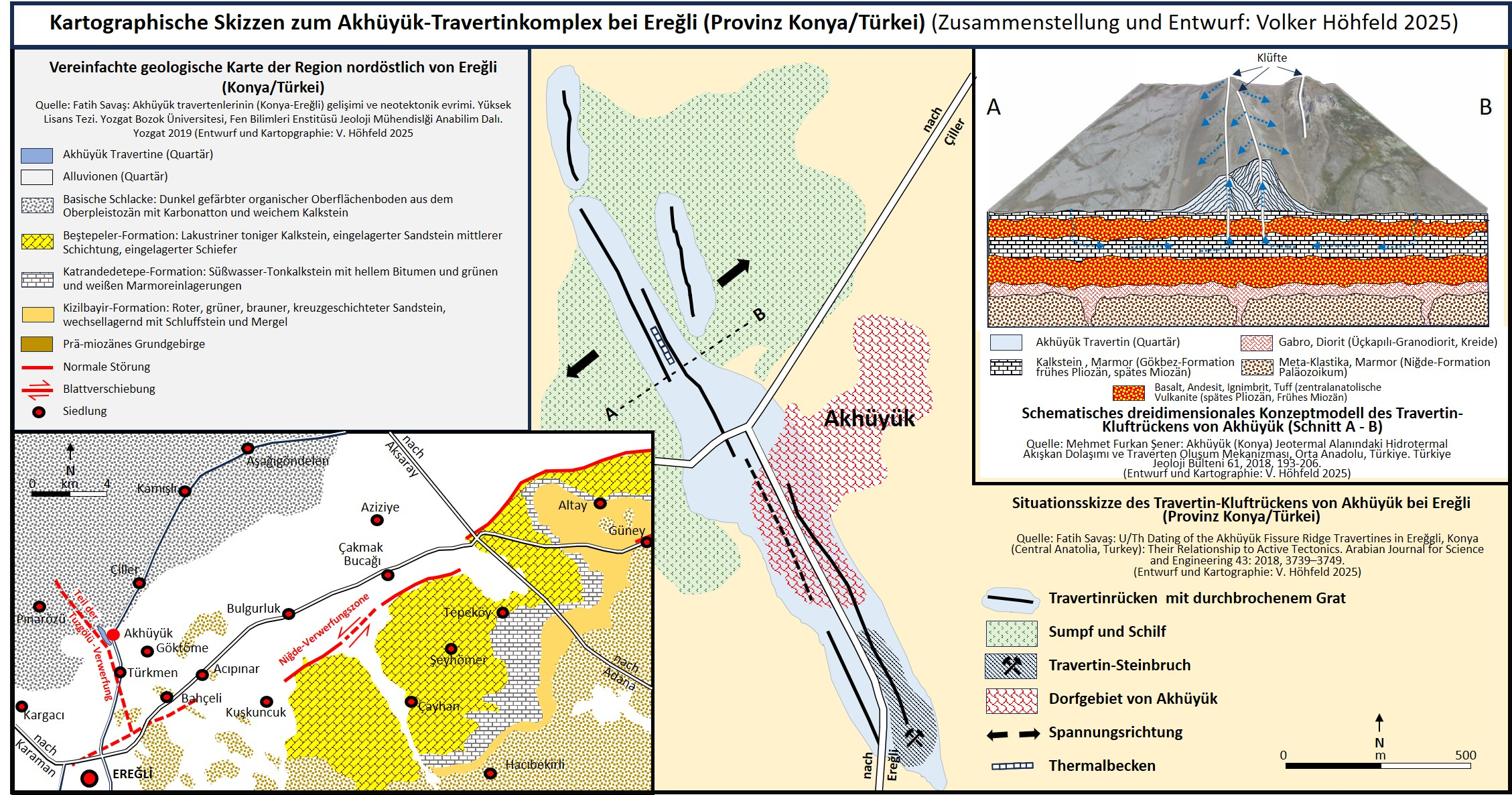
Die Zusammenstellung der Kartenskizzen zeigt Lage und Aufbau des Akhüyük-Travertinkomplexes bei Ereğli (Provinz Konya/Türkei).

Die wichtigsten tektonischen Strukturen im Umfeld des Akhüyük sind die Tuzgölü-Verwerfungszone, eine rechtsseitige Blattverschiebung mit einer Länge von etwa 220 km und einer Breite von 15–25 km, die von Nordwesten nach Südosten verläuft und sich zwischen Tuz Gölü im Nordwesten und Kemerhisar (Niğde) im Südosten erstreckt, sowie die Niğde-Verwerfungszone, die die südöstliche Grenze des Konya-Ereğli-Beckens markiert, eine linksseitige Blattverschiebungszone mit einer Länge von etwa 170 km und einer Breite von 7–8 km, die im Nordosten der Provinz Niğde beginnt und sich bis in den Südosten der Provinz Karaman erstreckt. Dabei bildet die Tuzgölü Verwerfungszone das Produkt eines tektonischen Expansionsregimes als eine Übergangszone, die seit dem frühen Pliozän die neo-tektonische (junge tektonische) Region Zentralanatoliens in zwei neo-tektonische Unterregionen trennt: in die neo-tektonischen Regionen Kayseri-Sivas und Konya-Eskişehir. Diese Übergangszone besteht aus elf Störungssegmenten, die parallel oder halbwegs parallel zueinander verlaufen und Längen von 9 bis 30 km aufweisen. Eine dieser Störungen tangiert das Gebiet von Akhüyük. Ab dem frühen Pliozän wurde der gesamte Schlupf (das Abweichen miteinander in Reibkontakt stehender mechanischer Elemente, hier tektonisch von Platten oder Plattenteilen) der Tuzgölü-Verwerfung mit 200–268 m berechnet. Entsprechend dem geologischen Alter beträgt demnach die durchschnittliche jährliche Schlupfrate 0,046 mm.
Die geologischen Aufschlüsse im Südosten von Akhüyük jenseits der Niğde-Verwerfungszone beinhalten Grundgebirgs-Fazies und Deckschichten. Erstere enthalten vulkanische Laven, vulkanisch-sedimentäre und sedimentäre Gesteine aus dem unteren Lutetium bzw. unteren bis mittleren Miozän, die von obermiozänen Deckschichten diskordant überlagert werden. Der untere Abschnitt dieser Deckschichten wird von der 250 m mächtigen Kızılbayır-Formation gebildet, die aus kreuzgeschichteten Sandsteinen, Schluffsteinen und Mergel-Wechselschichten besteht. Darüber liegt konform die Katrandedetepe-Formation aus einem 50 m mächtigen tonigen Kalkstein mit bituminösen Einlagen. Dann folgt die 500 m mächtige, fluviale und lakustrine Bestepeler-Formation aus See-Kalkstein, mittelschichtigem Sandstein und Schiefer-Wechselschichten sowie quartäre Sedimente, die sich weit nördlich des Beckens erstrecken. Im Nordwesten von Akhüyük lagern pleistozäne und holozäne Sedimenteinheiten aus karbonathaltigem Ton und unverfestigtem, kalkhaltigem, dunkel gefärbtem organischem Oberflächenboden mit Alluvium-, Schutt- und Travertinablagerungen. Innerhalb dieser Strukturen ist der Akhüyük ein Travertinrücken vom Kluft- und Grattyp, der entlang einer Verwerfungslinie parallel zur Tuzgölü-Verwerfungszone aufgrund von Thermalwasser-Sedimentation an der Erdoberfläche entstand.

## Die Akhüyük-Travertinmasse

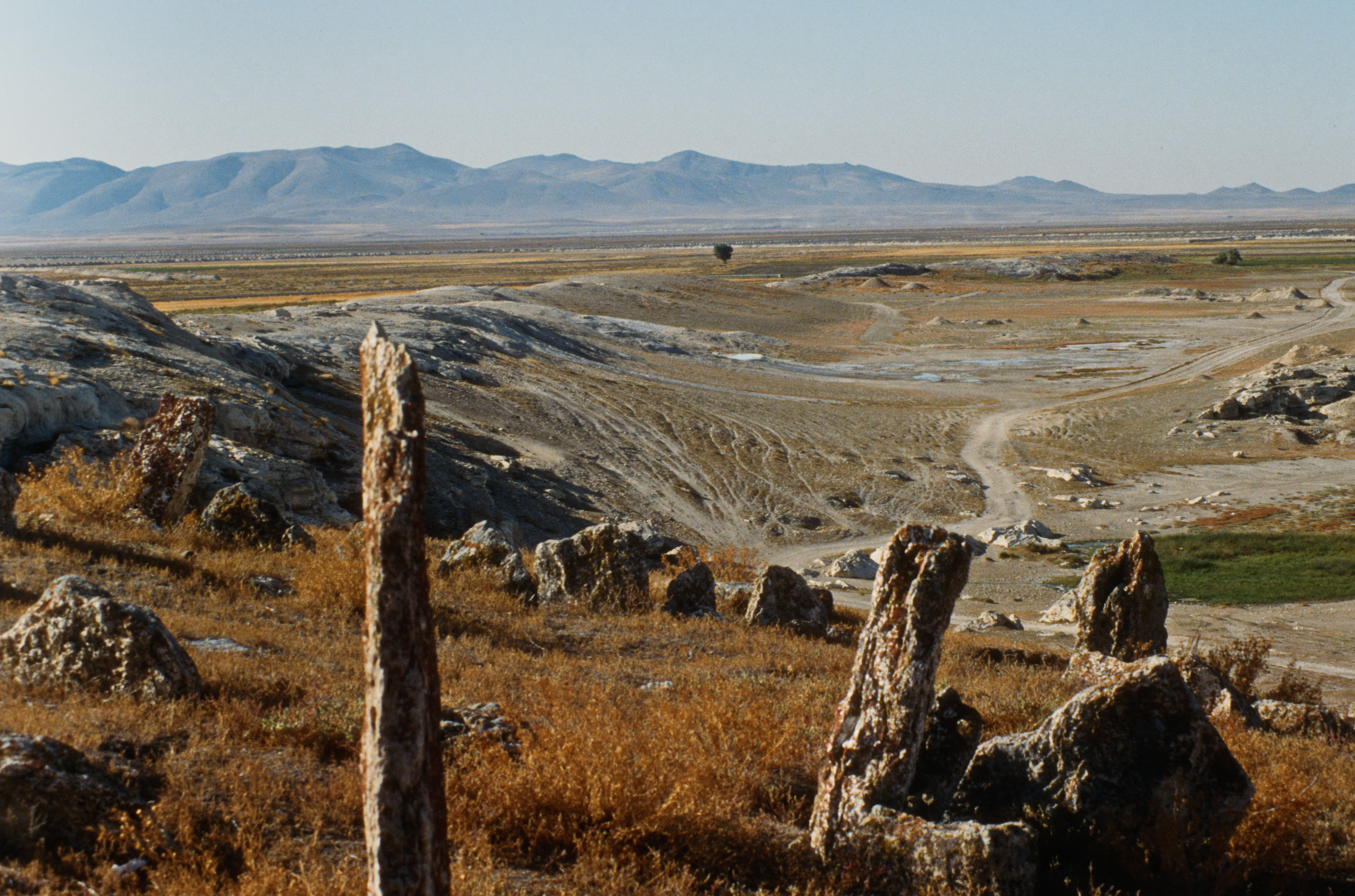
Blick über wesentliche Partien des Travertin-Komplexes bei Akhüyük (Ereğli, Provinz Konya, Türkei) im September 1992

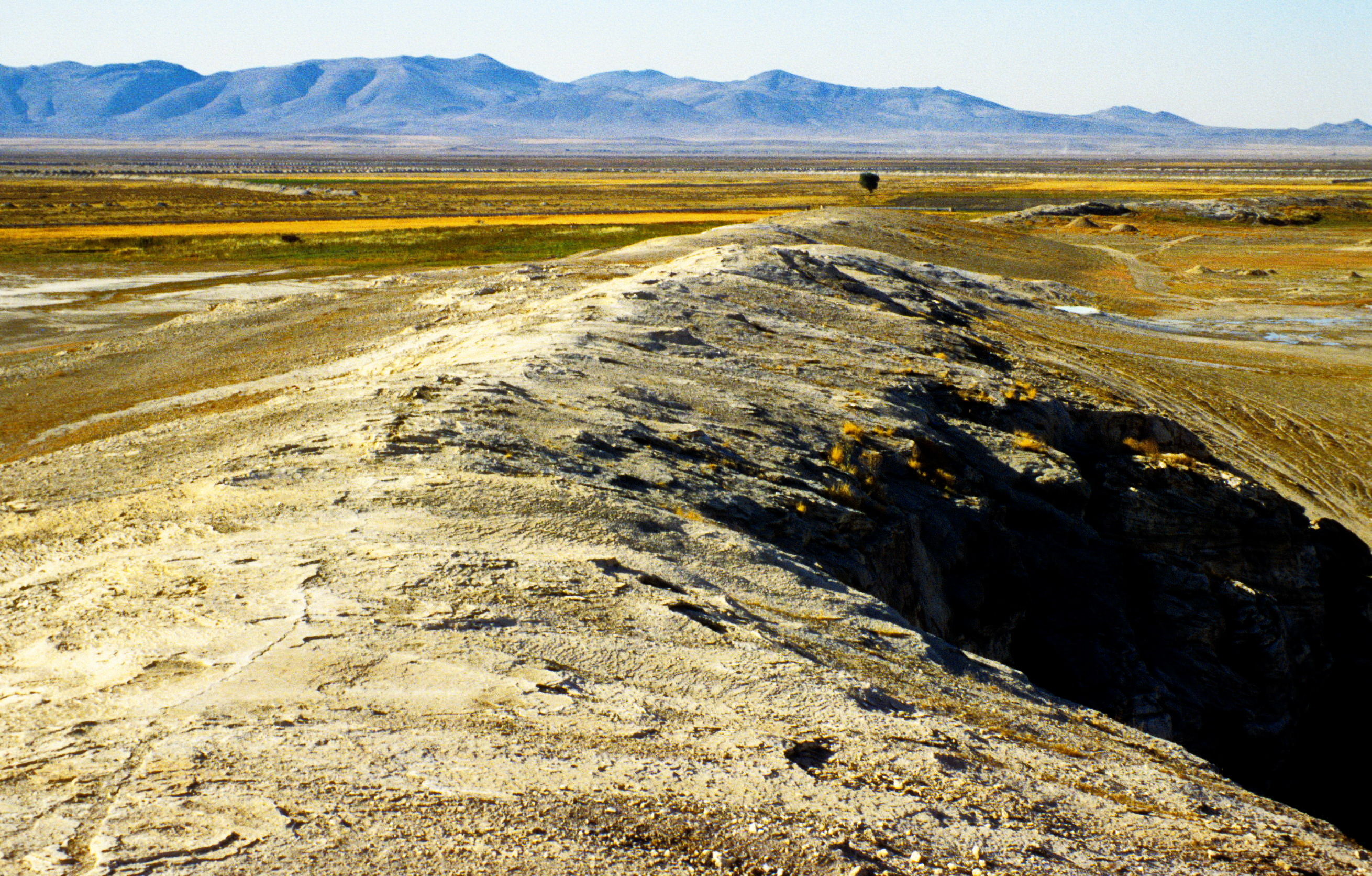
Haupt-Travertinrücken der Thermalquellen von Akhüyük bei Ereğli (Konya) im September 1992.

Die Travertine beim Dorf Akhüyük zählen zu den alluvialen Sedimenten (Alluvium: veralteter Begriff für das Erdzeitalter Holozän) in der Region und sind auf einer Fläche von 1,5 km² in N30°W-Richtung freigelegt. Ihr Alter wurde mittels Methoden der U-Reihen-Datierung zwischen 3345 ± 105 Jahren und 47850 ± 980 Jahren bestimmt, was darauf hinweist, dass die Bildung des Akhüyük-Travertins seit etwa 50.000 Jahren mindestens andauert. Da die Travertinmasse stratigraphisch auf den oberpleistozänen Einheiten liegt und die Travertinbildung noch immer andauert, wurde ihr Alter auf das Oberpleistozän-Holozän festgelegt. Die Travertinbildung erfolgte jedoch nicht kontinuierlich und verändert sich im Zusammenhang mit der tektonischen Aktivität der Region. Der Travertinkomplex bei Akhüyük besteht aus drei separaten Spaltenkämmer-Rücken mit einer N30°W-Richtung an seiner nordwestlichen und südwestlichen Seite. Die Länge dieser Travertine variiert zwischen 600 und 954 m und ihre Breite zwischen 30 und 73 m. Das gesamte Travertinmassiv hat eine Länge von 2300 m, eine maximale Breite von 360 m und eine Höhe von maximal 25 m. Die durchschnittliche Höhe der Grate variiert zwischen 15 und 20 m. Der Komplex besteht hauptsächlich aus Travertinen mit Kluftrücken mit einer Neigung von etwa 30° Nordwest. Alle Travertinrücken weisen zentrale Risse auf, die entlang ihrer Längsachse verfolgbar sind. Charakteristischste Merkmale der Kluftrücken-Travertine dort haben im südöstlichen Teil eine Neigung von 28° Nordwest. Hier wird Travertinabbau in einem Steinbruch durchgeführt, in dem die Mächtigkeit der gebänderten Travertine 120 cm beträgt. Der Spaltengrattravertin am nördlichen Ende der Haupt-Travertinmasse weist eine Richtung von 10° W auf. Dieser Spaltengrat ist etwa 380 m lang, zwischen 16 und 64 m breit und etwa 5 m hoch. Die Mächtigkeit des gebänderten Travertins um den Grat misst 2 bis 9 cm. Der Travertingrat an der nordwestlichen Seite des Akhüyük weist eine Neigung von N13°W auf und ist etwa 469 m lang. Die Breite des Travertins dort beträgt 80 bis 90 m, die Höhe etwa 12 m. Die Dicke des gebänderten Travertins in der Firstachse wurde mit 170 cm gemessen.
Erfahrungsgemäß liegen Ausdehnungsraten von Spaltenkammtravertinen und Verschiebungsraten entsprechender Verwerfungen recht nahe beieinander, sind somit Indikatoren für tektonische Prozesse – auch im Fall von Akhüyük. Die Wachstumsrate für die Entstehung der Akhüyük-Travertine beträgt durchschnittlich 0,025–0,05 mm pro Jahr. Betrachtet man die Positionen und Ausdehnungsrichtungen der Spaltenrücken in Akhüyük, so stimmen diese Werte mit denen der Tuz-Gölü-Verwerfungszone überein. Zentralanatolien ist generell durch große Erdbeben alle 1.000–2.000 Jahre, durch mittelgroße Erdbeben im Abstand von 100 bis 300 Jahren und kleinere Erdbeben in kürzeren Abständen (10–30 Jahre) gekennzeichnet. Geht man bei Akhüyük von einer Ausdehnungsrate der Spaltenrücken der Travertine von 0,05 mm pro Jahr aus und von einem Wiederholungs-Intervall der Erdbeben dort von etwa 10.000 Jahren, so wird die maximale Erdbebenstärke in dieser Region auf 6,3 Ms (Makroseismische Skala) angenommen, und die Wahrscheinlichkeit potenzieller Erdbeben in der Region über einen Zeitraum von etwa 100 Jahren wird als vergleichsweise gering geschätzt. Dennoch hat die Tuz-Gölü-Verwerfungszone als wichtigste tektonische Struktur in der Region immerhin das Potenzial, ein Beben mittlerer Stärke zu verursachen. Allerdings gibt es nur einen einzigen historischen Erdbebenbericht (für das Jahr 1104 in der Gegend von Niğde und Adana) in Bezug auf die Tuz-Gölü-Verwerfungszone: damals jedoch ein sehr zerstörerisches Beben (Io = IX), bei dem 40.000 Menschen ums Leben kamen.
Die Basis der Akhüyük-Travertinrücken bilden Gesteine der paläozoischen Niğde-Gruppe aus metamorphen Klastika (Klasten) und Marmor. Das Heizsystem besteht aus Gabbro und Diorit des Üçkapılı-Granodiorits aus der Kreidezeit und entspricht dem geologischen Vorkommen des zentralanatolischen Vulkankomplexes (zentralanatolische Vulkanprovinz, Teil des Inneranatolischen Vulkanbogens). Die Speichergesteine sind die Kalksteine der Gökbez-Formation, und das Deckgestein bilden die Akhüyük-Travertine mit ihren pleistozän-holozänen Sedimenten. Laut einer Röntgenbeugungsanalyse bestehen alle Proben (Bohrungen) des gesamten Travertin-Gesteinskörpers zu 84–90 % aus dem Element Kalzium (Kalzit), begleitet von Spurenelementen, wie Magnesium, Schwefel, Strontium und Kalium, während SiO2 (Siliciumdioxid) und Al2O3 (Aluminiumoxid) sowie Fe2O3 (Eisen(II,III)-oxid) und Na2O (Natriumoxid) die Farbe des Travertins beeinflussen und der Anteil an MgO (Magnesiumoxid) im Travertin auf den Entstehungsprozess des Travertins und auf seine Beziehung zu (hier basischen und ultrabasischen) Herkunftsgesteinen hinweist.

## Das Akhüyük-Thermalwasser
Auf dem nordwestlichen Grat der Akhüyük-Travertinmasse steigt weiterhin heißes Wasser auf, und es kommt rezent zur Travertinablagerung. Die Oberflächentemperaturen der aus verschiedenen Quellen bei Akhüyük stammenden Wasserproben variieren zwischen 17 °C und 35 °C, die pH-Werte liegen zwischen 6,6 und 6,9 und die elektrische Leitfähigkeit (EC) zwischen 5600 μS/cm und 47700 μS/cm. Die Mineralsättigungen zeigen, dass die Kalzit- (CaCO3), Aragonit- (CaCO3) und Dolomit- (CaMg(CO3)2) Mineralien durch Ausfällung im Thermalwasser gebildet werden. Als Wärmequelle des Geothermalfeldes Akhüyük gelten zum einen kreidezeitliche Granite und Granodiorit-Intrusionen, zum anderen die Tektonik und der geothermische Gradient (Änderung der Temperatur mit zunehmender Tiefe im Erdreich), wie sie in der zentralanatolischen Region häufig sind. Das in das Einzugsgebiet fallende Regenwasser sickert dabei in die Tiefe, sammelt sich über Bruch- und Risszonen in Kalksteineinheiten unter den Vulkanen und bildet dort Reservoire. Über diesem Warmwasser-Aquiferen liegen dabei Deckgesteine mit geringer Wärmeleitung und geringer Durchlässigkeit (z. B. vulkanische und jüngere alluviale Ablagerungen, die weniger von Tektonik betroffen sind), so dass das hydrothermale System seine Wärme speichern kann. Das thermale Wasser steigt dann entlang von Verwerfungen wieder an die Oberfläche und lagert dort seine gelösten Inhalte durch Ausfällung u. a. in Form von Travertinen ab. Die Mineralien (Kalziumkarbonat, Schwefel, organische Rückstände usw.) im Wasser, das entlang des Risses in der Mitte des Akhüyük-Travertins aufsteigt, bilden nicht nur Travertin, wenn sie die Oberfläche erreichen, sondern verursachen mit der Zeit auch eine Verstopfung der Oberflächen-Risse. Abhängig von diesem Prozess ändert sich die Lage der Quellaustritte, und die Travertinbildung setzt sich entlang einer anderen Kluftstelle fort. Zudem riechen diese Wasseraustritte nach faulen Eiern (H2S, Schwefelwasserstoff) und hinterlassen gelbe Schwefel- oder Eisenablagerungen. Ein weiterer Fakt, der bereits sowohl 1842 von William John Hamilton, als auch 1939 von Hubert Kleinsorge vermerkt wurde, aber von Gegenwartsforschern nur noch in Form von H2S (Schwefelwasserstoff) erwähnt wird, war der Gas-Austritt größerer Mengen von Kohlensäure. In der Quelle selbst war damals der Gasaustritt nicht sehr bedeutend, aber an vielen Stellen in der klaffenden Mittelnaht war der Hohlraum von diesem Gas erfüllt. Noch bedeutender war das Entweichen dieser Gase in den umgebenden sumpfigen Wiesen am östlichen Fuß des Sinterrückens.

## Rezente Nutzung
Im südöstlichen Teil der Haupt-Travertinformation am Südrand des Dorfes Akhüyük und auf zwei kleinen Travertinrücken gibt es Steinbrüche, in denen Travertine abgebaut werden. Der Abbau spielt aber nur eine untergeordnete Rolle, bedeutend ist dagegen wohl die Nutzung des Thermalwassers. Im Jahr 2023 wurde die Akhüyük-Quelle als Naturdenkmal registriert, und die Investitionen der Gemeinde Ereğli zielen mittlerweile darauf ab, sie für den Thermaltourismus zu erschließen und damit zur regionalen Wirtschaft beizutragen. Da das aus den zentralen Rissen austretende Wasser von beiden Seiten abläuft und auf dem Wege abwärts verschieden geformte Karbonat-Sedimente (Stalagmiten, Makkaroni-Stalaktiten, Sinter usw.) ablagert, wurden von den örtlichen Bewohnern bereits seit längerem terrassenförmige künstliche Travertinbecken angelegt, die von der Bevölkerung auch zu „medizinischer“ Behandlung genutzt wurden, da man dem Thermalwasser eine gute Wirkung gegen verschiedenen Krankheiten aus der Quelle zuschrieb, die der Geologe Hubert Kleinsorge als „Schwefelwasserstoff führenden muriatischen [kochsalzhaltigen] – salinîsch-alkalischen Lithium - Thermal – Säuerling“ bezeichnete. Allerdings setzte diese Nutzung erst nach 1939 ein, denn Hubert Kleinsorge vermerkte damals: „Es sind keinerlei Fassungs- oder Badeeinrichtungen vorhanden, das Wasser wird kaum benutzt.“
Inzwischen wurden dort zwei artesische Brunnen gebohrt, die jedoch viele Quellen entlang der Akhüyük-Verwerfung haben versiegen lassen. Laut dem Schoeller-Diagramm zur Darstellung relativer Konzentrationen verschiedener Anionen und Kationen haben die heißen Mineralwässer und die Bohrlochwässer offenbar unterschiedliche Ursprünge. Nach dem Wilcox-Diagramm zur Klassifizierung der Wasserqualität ist Akhüyük-Quellwasser nicht besonders trinktauglich, während das Bohrlochwasser von guter Qualität und zum Gebrauch geeignet ist. Mittlerweile wurden im nordwestlichen Teil des Haupt-Travertinrückens von den lokalen Behörden Baumaßnahmen zur thermischen Nutzung ergriffen. Der Rücken in diesem Abschnitt wurde eingeebnet, und im oberen abgeflachten Teil wurden Bade-Becken angelegt. Zwischen 2019 und 2024 hatte der Bürgermeister von Ereğli, Hüseyin Oprukçu, dort die Nutzung des Akhüyük Thermalwassers für die Öffentlichkeit aktiviert. Auf seine Initiative hin erfolgte der Bau von acht Badebecken, und Teams der Direktion für wissenschaftliche Angelegenheiten der Gemeinde Ereğli setzten die Arbeit im Bereich der Thermalwasserquellen im Bezirk Akhüyük beschleunigt mit dem Bau von Umkleide-Kabinen, Duschplätzen und Waschbecken fort. Ausschreibungen für eine weitere Bohrung zur Nutzung des Thermalwassers in Gewächshäusern wurden eingeleitet. Gegenwärtig wird ein Teil des Thermalwassers zum Trinken, ein Teil für Badekuren und ein Teil für beides verwendet. Am 27. Juni 2023 waren die neuen Akhüyük Thermalanlagen in Betrieb genommen worden. Die Badebecken, die 7 Tage die Woche geöffnet sind, sind donnerstags und freitags für Frauen und an anderen Tagen für alle Bürger zugänglich.
Neben den für die Nutzung durch den Menschen vorteilhaften Elementen im Akhüyük-Thermalwasser sind allerdings auch negative Folgen toxischer Inhalte über den gesundheitlichen Grenzwerten vorhanden. Dazu gehört auch das Halbmetall Bor (Kürzel: B). Aus medizingeologischer Sicht ist bekannt, dass Bor aufgrund von Studien zu Gesundheit und Ernährung zur Knochenentwicklung beiträgt, das Krebsrisiko senkt, die geistige Leistungsfähigkeit steigert und dem Menschen vielfältige Vorteile bietet. Bereits im Reisebericht von Evliya Çelebi wird erwähnt, dass Alaeddin Keykubad, als er im 13. Jahrhundert auf seiner Rückkehr von einem Feldzug durch diese Region kam, erkannte, dass das Thermalwasser und der Schlamm bei Akhüyük, die als „Quelle des Propheten“ bekannt waren, bei der Genesung verwundeter Soldaten hilfreich waren. Andererseits haben aber Studien an Tieren, Erwachsenen und Kleinkindern gezeigt, dass langfristiger Kontakt mit Bor nicht nur die Haut schädigt. Die Ergebnisse entsprechender Analysen des Wassers durch die Generaldirektion der Bergbauinspektion und die Gemeinde Ereğli sowie die Ergebnisse der Wasserproben aus anderen Studien haben ergeben, dass in Akhüyük-Thermalwasser die Bor-Anteile über den Grenzwerten der von der Türkei und den Trinkwasserrichtlinien der WHO (Welt-Gesundheits-Organisation) festgelegten Standards liegen. Wie aus diversen Untersuchungen bekannt ist, kann eine Gesamtmenge von mehr als 500 mg Bor pro Tag beim Menschen Vergiftungssymptome wie Übelkeit, Erbrechen, Kopf- und Bauchschmerzen, Durchfall, Muskelkontraktionen, Schock, Schwäche, Verdauungsstörungen und Störungen des zentralen Nervensystems, Drüsenfunktionsstörungen und Hautläsionen verursachen. Zudem sind Lithiumverbindungen (siehe oben im Abschnitt "Rezente Nutzung), die in wässriger Lösungen Lithiumionen bilden, gesundheitsschädlich.